# Ospedale Bellaria
L'ospedale Bellaria "Carlo Alberto Pizzardi" è uno dei quattro ospedali pubblici appartenenti al servizio sanitario locale di Bologna.
Condivide l'organizzazione ospedaliera con l'Ospedale Maggiore, con cui compone la AUSL di Bologna, insieme ai presidi della provincia di Bologna (esclusa la zona dell'imolese appartenente alla AUSL di Imola).
Dal 2011 anche all'ospedale Bellaria è stato riconosciuto il carattere di "istituto di ricovero e cura a carattere scientifico" (IRCCS).

## Storia
Il complesso fu costruito grazie a una serie di donazioni (a partire dal 1919), del marchese Carlo Alberto Pizzardi (come fece per un altro nosocomio di provincia, l'Ospedale consorziale di Bentivoglio).
Il complesso fu fatto costruire, per ragioni sanitarie, lontano da Bologna, su progetto di Giulio Marcovigi (1870-1937), architetto esperto in costruzioni ospedaliere e considerato il padre della moderna ingegneria sanitaria. Il marchese Pizzardi pose come unica condizione che l'ospedale si dotasse di un certo numero di letti per curare i tubercolotici, e anche oggi si mantiene fede a questa tradizione (con 8 posti letto).
La prima pietra fu posta il 29 maggio del 1927, alla presenza di Vittorio Emanuele III.
I lavori furono ultimati il 14 maggio del 1930.
Nel 2022 l'ospedale ospita la mostra Trova il dipinto - L'Arte in Reparto.

## Architettura
L'ospedale è situato su una collina boscosa contigua alla via Emilia, al confine tra il comune di Bologna e quello di San Lazzaro di Savena, limitrofo al Parco regionale dei Gessi Bolognesi e Calanchi dell'Abbadessa. L'ingresso storico è dominato da due imponenti sculture di bronzo, ancora in stile liberty, opera di Pasquale Rizzoli: L'arte che sconfigge la malattia e La speranza che sostiene la vita.
La particolarità del complesso, capace di 480 posti letto, è nelle strutture di collegamento - ballatoi, scale, porticati - che mettono in relazione le varie parti dell'edificio.

## Organizzazione
L'ospedale ha numerose unità operative mediche e chirurgiche. Non ha attivo un servizio di pronto soccorso vero e proprio ma aveva un ambulatorio ad accesso diretto per le urgenze più lievi - con funzioni diagnostiche, di terapia, ricovero o smistamento in altre strutture - ora non più attivo perché trasferito a San Lazzaro.
Tra le specialità spicca la neurochirurgia, condotta ad un livello di altissima eccellenza con annessa la neuroradiologia dedicata alle neuroscienze, unica nel panorama bolognese. La struttura dell'ospedale è caratteristica, con una pensilina centrale che, partendo dall'atrio principale, attraversa il comprensorio e dalla quale si dipartono lateralmente i quattro padiglioni principali A, B, C, D con l'aggiunta del blocco F (concepito inizialmente come area dedicata all'emergenza), che termina nella palazzina servizi (mensa aziendale e uffici). Altre palazzine sono dislocate al di fuori dalla struttura principale: il padiglione Tinozzi, la Casa dei risvegli Luca De Nigris e il padiglione G per le neuroscienze. Al di fuori del plesso principale è presente il padiglione H, che fa riferimento alla radioterapia e alla senologia e una piattaforma d'atterraggio per l'elisoccorso.

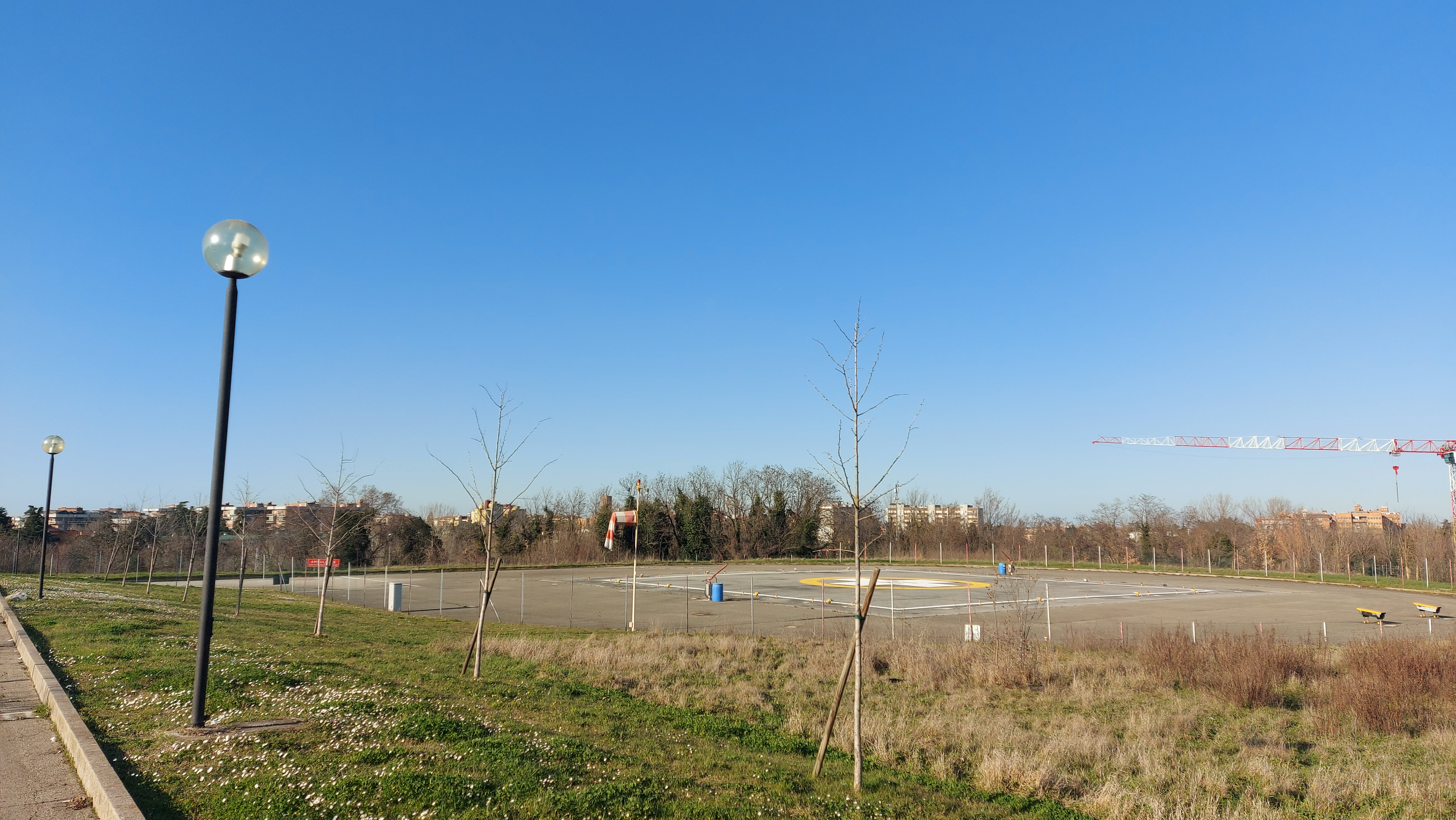
Piattaforma d'atterraggio per l'elisoccorso

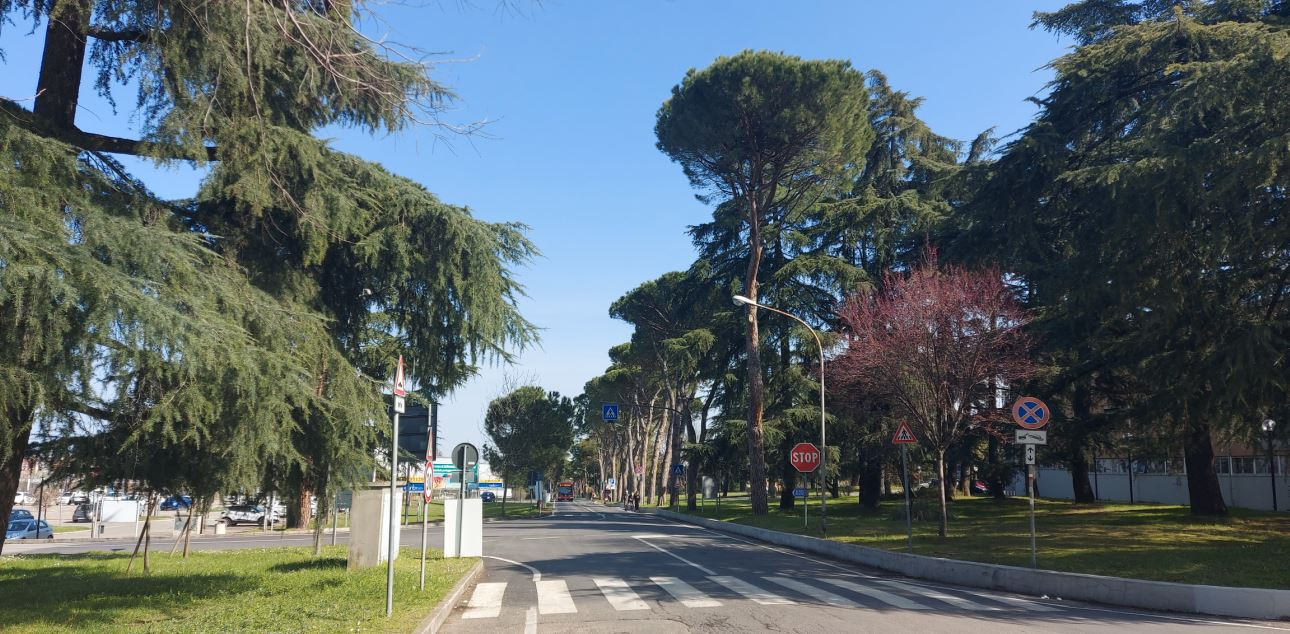
Viale d'ingresso dell'ospedale

### Reparti e servizi
I principali reparti e servizi sono:
- Ambulatori Ospedale Bellaria
- Analgesia terapia del dolore
- Anatomia ed istologia patologica
- Cardiologia e unità coronarica
- Centro di diagnostica senologica
- Centro di riabilitazione Casa dei risvegli Luca De Nigris
- Centro dialisi decentrata CAD
- Chirurgia maxillo facciale
- Chirurgia plastica
- Chirurgia senologica
- CUP centro unico prenotazione polifunzionale ospedale Bellaria
- Day hospital cardiologia
- Day hospital chirurgia
- Day hospital neurochirurgia
- Day hospital neurologia
- Day hospital pneumologia
- Day service - day hospital oncologia
- Day service gastroenterologia
- Day service medicina interna
- Day surgery chirurgia polispecialistica
- Dermatologia
- Dietologia e nutrizione clinica
- Endocrinologia
- Hospice Bellaria
- Igiene degli Alimenti e della Nutrizione
- Immunoematologia e trasfusionale
- Laboratorio Analisi
- Medicina interna
- Medicina riabilitativa
- Neurochirurgia
- Neurologia
- Neuropsichiatria infantile
- Neuroradiologia
- Oncologia
- Pneumologia
- PSAL Prevenzione e sicurezza ambienti di lavoro
- Psicologia Clinica e Neuroscienze
- Punto di distribuzione farmaci
- Radiologia Diagnostica
- Radioterapia
- Saletta chirurgica polispecialistica
- Sanità pubblica veterinaria area centro
- Terapia intensiva

Centro prelievi
Presso il padiglione Tinozzi fu istituito dal 2012 il Centro prelievi ad accesso diretto senza prenotazione.
Questa modalità di fruizione è stata disattivata dal marzo 2020, mantenendo il Servizio soltanto tramite prenotazione CUP > CUP.

## Collegamenti
L'ospedale è servito dalla linea urbana 36 e dalla linea azzurra 90 gestite da Tper. È presente un parcheggio a pagamento.